# صيفرية تشينية
صيفرية تشينية (الاسم العلمي: Flavobacterium cheniae) هي نوع من البكتيريا، سلبية الغرام، تتبع جنس صيفرية.